# Rhathymoscelis
Rhathymoscelis är ett släkte av skalbaggar. Rhathymoscelis ingår i familjen långhorningar.
Kladogram enligt Catalogue of Life:
| Rhathymoscelis | \| \| Rhathymoscelis batesi \| \| \| \| \| \| Rhathymoscelis dormei \| \| \| \| \| \| Rhathymoscelis haldemanii \| \| \| \| \| \| Rhathymoscelis melzeri \| \| \| \| \| \| Rhathymoscelis peruibensis \| \| \| \| \| \| Rhathymoscelis rothschildi \| \| \| \| \| \| Rhathymoscelis taunayi \| \| \| \| \| \| Rhathymoscelis wheeleri \| \| \| \| \| \| Rhathymoscelis zikani \| \| \| \| |
|                | \| \| Rhathymoscelis batesi \| \| \| \| \| \| Rhathymoscelis dormei \| \| \| \| \| \| Rhathymoscelis haldemanii \| \| \| \| \| \| Rhathymoscelis melzeri \| \| \| \| \| \| Rhathymoscelis peruibensis \| \| \| \| \| \| Rhathymoscelis rothschildi \| \| \| \| \| \| Rhathymoscelis taunayi \| \| \| \| \| \| Rhathymoscelis wheeleri \| \| \| \| \| \| Rhathymoscelis zikani \| \| \| \| |
|                | Rhathymoscelis batesi |
|                | |
|                | Rhathymoscelis dormei |
|                | |
|                | Rhathymoscelis haldemanii |
|                | |
|                | Rhathymoscelis melzeri |
|                | |
|                | Rhathymoscelis peruibensis |
|                | |
|                | Rhathymoscelis rothschildi |
|                | |
|                | Rhathymoscelis taunayi |
|                | |
|                | Rhathymoscelis wheeleri |
|                | |
|                | Rhathymoscelis zikani |
|                | |